# Langor
Langor är en ö i Marshallöarna.   Den ligger i kommunen Arnoatollen, i den östra delen av Marshallöarna, 60 km öster om huvudstaden Majuro. Arean är 1,4 kvadratkilometer.
Terrängen på Langor är mycket platt. Öns högsta punkt är 19 meter över havet. Den sträcker sig 3,7 kilometer i nord-sydlig riktning, och 2,0 kilometer i öst-västlig riktning.